# Exyrias puntang
Exyrias puntang és una espècie de peix de la família dels gòbids i de l'ordre dels perciformes.

## Morfologia
- Els mascles poden assolir 16 cm de longitud total.
- Nombre de vèrtebres: 26.[3][4]

## Hàbitat
És un peix de clima tropical (23 °C-28 °C) i associat als esculls de corall que viu entre 0-3 m de fondària.

## Distribució geogràfica
Es troba des de les Illes Andaman fins a Vanuatu, el Japó i Nova Caledònia, incloent-hi el delta del riu Mekong.

## Observacions
És inofensiu per als humans.